# Diego Angulo Iñiguez
Diego Angulo Iñiguez (geboren am 18. Juli 1901 in Valverde del Camino; gestorben am 5. Oktober 1986 in Sevilla) war ein spanischer Kunsthistoriker, der sich insbesondere der spanischen und der hispanoamerikanischen Renaissance- und Barockkunst widmete.

## Leben
Angulo Iñiguez war der Sohn des Notars Diego Angulo Laguna und dessen Frau Ángela Iñiguez Garrido y Hemández Pinzón. Im Jahr 1910 zog er mit seiner Familie nach Sevilla. Hier studierte er an der Universität Literatur und Philosophie. Durch Francisco Murillo Herrera kam er zur Kunstgeschichte. 1922 wurde er an der Universität Madrid mit einer Schrift über die sevillanische Goldschmiedekunst promoviert. Zu seinen Lehrern gehörten die Kunsthistoriker Manuel Gómez-Moreno und Elías Tormo. Auf einer Studienreise, die ihn in den Jahren 1921 bis 1922 nach Deutschland führte, kam er mit der deutschen Kunstgeschichte in Kontakt. Er besuchte unter anderem das Kaiser-Friedrich-Museum in Berlin. Manuel Gómez-Moreno und Elías Tormo verhalfen ihm nach seiner Rückkehr 1922 zu einer Einstellung als Mitglied der „Katalogisierungskommission“ des Museo del Prado. Seine Arbeit im Dienst des Museums führte er in unterschiedlichen Positionen fort. Seit 1925 veröffentlichte er Aufsätze in der Zeitschrift Archivo Español del Arte. Er bekam eine Professur an der Universität Granada. Ab 1927 hatte er den neuen Lehrstuhl für „Arte Hispano Colonial“ an der Universität Sevilla inne. 1934 unternahm er eine Reise nach Mexiko, von der er zahlreiche Fotografien und Bücher mit zurückbrachte, die er dem kunsthistorischen Institut der Universität von Sevilla zur Verfügung stellte. Von 1939 bis zu seiner Pensionierung war er Professor für moderne und zeitgenössische Kunst an der Universität Madrid. Nach der Gründung der „Escuela de Estudios Hispano-Americanos“ in Sevilla im Jahr 1942 war er auch dort tätig. Von 1949 bis 1972 war er Direktor der Zeitschrift Archivo Español del Arte und in den Jahren 1968 bis 1970 Direktor des Museo del Prado.

## Auszeichnungen
- 1942: Mitglied der Real Academia de la Historia
- 1954: Mitglied der Real Academia de Bellas Artes de San Fernando
- 1964: Großkreuz des Orden Alfons X. des Weisen
- Im Dezember 1982 erhielt er für sein Buch über Murillo in Paris den „Prix Élie-Faure“ (Faure-Preis).[2][3]

## Publikationen (Auswahl)
- Orfebrería sevillana desde 1500 a 1800. Madrid 1922, OCLC 1024680167 (Promotionsschrift).
- La escultura en Andalucia. 3 Bände (1927–1930). Universidad de Sevilla, Sevilla.
- Historia del arte hispanoamericano. Salvat, Barcelona 1956, OCLC 927519019 (Mit Enrique Marco Dorta, Mario J. Buschiazzo).
- Murillo. 3 Bände. Espasa-Calpe, Madrid 1981, ISBN 84-239-4280-5.
- Murillo. Excma. Diputación Provincial de Sevilla, Sevilla 1982, ISBN 84-500-5198-3.
- Historia del arte. Raycar, Madrid 1984, ISBN 84-400-8644-X.
- La Catedral de Sevilla. Guadalquivir, Sevilla 1984, ISBN 84-86080-01-0.
- Estudios completos sobre Velázquez. Centro de Estudios Europa Hispánica, Madrid& 2007, ISBN 978-84-934643-9-4.